# Kaká
Ricardo Izecson dos Santos Leite (Gama, 22 de abril de 1982), mais conhecido como Kaká, é um ex-futebolista brasileiro que atuava como meio-campista.
No ano de 2007, durante o auge de sua carreira, foi o vencedor dos prêmios de melhor jogador do mundo pela FIFA e pelo Ballon d'Or, entregue pela revista francesa France Football, premiações que posteriormente foram unificadas. Em 2008 e em 2010, foi eleito uma das personalidades mais influentes do ano no mundo pela Time 100. Kaká sempre foi habitualmente convocado à Seleção Brasileira.
Além de suas atividades esportivas, Kaká é conhecido por seu trabalho humanitário. Em 2004, ele tornou-se o mais novo embaixador da Organização das Nações Unidas para o Programa Alimentar Mundial. Foi considerado pela revista Época um dos 100 brasileiros mais influentes do ano de 2009.
Kaká foi o último jogador a ser eleito o Melhor do Mundo pela FIFA antes da longa e intensa disputa entre Lionel Messi e Cristiano Ronaldo pelo troféu, até a vitória de Luka Modrić em 2018, além de ter sido o último brasileiro agraciado pela honraria.

## Infância e juventude
Kaká nasceu em Gama, Distrito Federal, filho do engenheiro civil Bosco Izecson Leite e da professora Simone Cristina dos Santos. Ainda pequeno, se mudou com a família para Cuiabá. Em 1987, mudou-se novamente, agora para São Paulo, no bairro de Perdizes. Na infância, no Colégio Batista Brasileiro, Kaká demonstrava aptidão para a matemática e queria seguir a profissão de seu pai, mas também se destacava nas aulas de educação física. O professor do colégio, José Carlos Montoro, recomendou à mãe de Kaká que o matriculasse em uma escolinha de futebol. Assim, o jovem foi matriculado na escolinha Soccer Brasil, do chileno Andrés Córdoba, no bairro do Sumaré. Lá, o garoto se destacava pelo seu toque de bola, e foi levado pelo treinador para jogar no Alphaville Tênis Clube. Em 1993, representando a equipe internacionalmente em um torneio disputado em La Serena, no Chile, Kaká teve boas atuações e terminou como artilheiro.
Aos 10 anos de idade, Kaká e sua família se mudaram para o bairro do Morumbi. O garoto recebeu uma bolsa de estudos do Colégio Objetivo para representar a escola em competições de futebol de salão, incluindo torneios internacionais. Ao mesmo tempo, após ser aprovado em uma peneira, Kaká iniciava seus passos no São Paulo Futebol Clube.
Em setembro de 2000, enquanto estava em Caldas Novas, Kaká bateu com a cabeça no fundo de uma piscina e sofreu uma fratura na espinha dorsal que quase o deixou tetraplégico. Ao retornar para São Paulo se queixando de uma dor de cabeça, o jovem fez exames num hospital e precisou usar um colete cervical por 40 dias.

## Carreira

### São Paulo

#### Despontando em seu primeiro ano
Ainda conhecido como "Cacá", após se recuperar do acidente na espinha dorsal, o jogador, que ficou sem atuar pelo time de juniores durante dois meses, estreou como profissional no dia 1 de fevereiro de 2001, entrando no decorrer da partida contra o Botafogo realizada no Estádio do Morumbi. Na ocasião, as equipes empataram em 1–1.
Marcou seu primeiro gol como jogador profissional logo no seu segundo jogo com a camisa do São Paulo, na vitória por 4–2 contra o Santos, quebrando uma invencibilidade do rival. O jovem entrou no segundo tempo, com a partida empatada por 1–1 — o São Paulo estava com um jogador a menos em campo, após a expulsão de Fabiano — e conseguiu marcar o gol da virada, colocando o Tricolor em vantagem no placar. Considerado o principal responsável pela vitória no clássico, depois do jogo a imprensa começou a compará-lo com o ex-meio-campista Raí, então recém-aposentado e ídolo do São Paulo. Após disputar sua terceira partida, Kaká rapidamente começou a ser um ídolo para alguns são-paulinos, que pediam a sua titularidade na equipe.
No dia 7 de março, no segundo jogo contra o Botafogo pela final do Torneio Rio-São Paulo de 2001, Kaká entrou aos 14 minutos do segundo tempo, com o São Paulo perdendo por 1–0 para o time carioca. O jovem meia fez dois gols em dois minutos, aos 35 e 37 do segundo tempo, fato que deu a vitória de virada sobre o clube carioca. O São Paulo foi o campeão do torneio, conseguindo um dos últimos títulos oficiais que ainda não havia conquistado. Logo, passou a assinar seu apelido com a letra K no lugar do C e tornou-se definitivamente o novo ídolo da torcida tricolor, surgindo comparações a Raí, que jogava na mesma posição do meio de campo e que, como o novo talento, desfrutava de grande carisma e assédio do público feminino, em especial, pela imagem de galã e de bom moço.
Em dez meses, tão querido quanto Rogério Ceni e França, Kaká cumpriu sete dos dez objetivos que havia traçado no final do ano anterior para a sua carreira: desde voltar a jogar futebol, após o acidente que quase o deixou paraplégico, a manter-se entre os titulares do São Paulo depois de disputar o Mundial Sub-20 pela Seleção Brasileira. Apesar de alternar entre boas e discretas atuações, foi um dos líderes do São Paulo no Campeonato Brasileiro de 2001. Acabou deixando o torneio sobre uma maca, após violenta falta cometida por Cocito, na eliminação frente ao futuro campeão Atlético Paranaense.

#### Protagonista no Tricolor
No mês de novembro de 2001, Kaká foi convocado pela primeira vez para disputar os amistosos no início de 2002, pelo técnico da Seleção Brasileira, Felipão — que havia anunciado que convocaria uma seleção só com jogadores que atuavam no Brasil para testar alguns que estavam muito bem em seus clubes. Antes de completar um ano de carreira como profissional, Kaká estreou com a camisa da Seleção Brasileira no dia 31 de janeiro de 2002, no amistoso contra a Bolívia (completando o seu oitavo e nono objetivo; ser convocado pela Seleção e jogar por ela).
Suas atuações nos amistosos e no Tricolor fizeram o jogador ser eleito pelo torcedor brasileiro como um dos que seriam titulares absoluto na "Seleção do Povo", em uma pesquisa realizada em maio no site oficial da revista Placar. Foi convocado para a Copa do Mundo FIFA de 2002, onde fez parte do time misto que jogou já classificado contra a Costa Rica, na primeira fase — sendo considerado como azarão. Nos minutos finais no jogo da final da Copa, Felipão colocou Kaká para entrar em campo, porém, quando estava esperando a autorização do árbitro para a substituição, o mesmo acabou apitando o encerramento da partida.
Antes de Copa, embora ainda magro, sem tanta velocidade nem noção de posicionamento e até com dificuldade para escapar de marcação individual, foi elogiado por Carlos Alberto Parreira como "um daqueles jogadores que aparecem a cada vinte, trinta anos, como Zico". A experiência na Copa e ter saído dela como campeão, embora jogando apenas cerca de vinte minutos, fez bem ao novato: foi um dos líderes da boa campanha são paulina no Brasileirão que se seguiu, em que o time terminou a primeira fase do campeonato disparado na liderança, com ele mais maduro e se responsabilizando em armar as jogadas.
Nas oitavas de final, não teve uma boa atuação no segundo jogo contra o Santos, que, vindo da oitava colocação, venceu os dois clássicos, eliminando o Tricolor. Porém, o seu desempenho no torneio, em que marcou nove vezes e distribuiu várias assistências para Reinaldo e Luís Fabiano, lhe renderia a Bola de Prata como o melhor 'meia' do campeonato e também a Bola de Ouro da revista Placar como o 'melhor jogador da competição'.
Ao conquistar a Bola de Ouro, a edição de número 1252 publicada em dezembro de 2002 da revista Placar — destacou que Kaká conseguiu quebrar um tabu que durava desde 1997 — onde todos os vencedores da Bola de Ouro pertenciam ao time campeão. Classificou o fato como "um feito e tanto", pela liderança de 'ponta a ponta' na disputa pelo prêmio — mesmo com vários jogos a menos do que seus principais concorrentes. A revista destacou também que Kaká só não foi o jogador mais jovem a receber o prêmio por causa de Amoroso que também tinha os mesmos 20 anos de idade, porém, era dois meses mais novo do que Kaká.
A eliminação precoce lhe renderia os primeiros atritos com a torcida. A pecha de "amarelão" aumentou com outro título perdido a seguir, o Paulistão de 2003, em que ele, com um estiramento na coxa, não jogou a final contra o Corinthians. Mesmo sem atuar, foi apontado como culpado pelos torcedores pelos resultados ruins da equipe, bem como na eliminação na Copa do Brasil, pelo Goiás. Kaká chegou a disputar o Campeonato Brasileiro de 2003, quando finalmente recebeu convite para transferir-se para um grande clube europeu da Itália ou Espanha, a última meta que ele havia traçado dois anos antes.

### Milan

#### Chegada
Em 2003, embora houvesse uma proposta de 12 milhões de euros do Chelsea, Kaká preferiu o ambiente do recém campeão europeu do Milan (que contava com os brasileiros Dida, Cafu, Roque Júnior, Serginho, Rivaldo além do cartola Leonardo, um dos responsáveis pela sua contratação e seu ex-colega de São Paulo, em 2001), numa transação inicialmente programada apenas para o verão seguinte, e apressada justamente pelo interesse do clube inglês.
O acerto da transferência de Kaká para o clube de Milão foi fechado por 8,5 milhões de euros. Devido ao que vinha tendo no São Paulo, este valor foi considerado muito baixo pelos torcedores do tricolor e jornalistas esportivos, além de ter sido ridicularizado pelo presidente do Milan, Silvio Berlusconi, que, com seu característico bom-humor, batizou a contratação de Kaká como "preço de banana".
Kaká chegou para ser reserva, mas, surpreendendo a todos, desbancou o português Rui Costa (e também o brasileiro Rivaldo) ainda no primeiro turno e transformou-se no principal astro da equipe, ao lado de Andriy Shevchenko. Em dois meses sua camisa já estava entre as mais vendidas do clube, tornando-se ídolo logo no início do campeonato, ao dar passe de 30 metros para Shevchenko marcar o gol da vitória contra o Ancona, logo em sua estreia pela Serie A e, na quinta rodada, ao marcar um dos gols da vitória por 3–1 sobre a rival Internazionale, em partida em que peitou o argentino Kily González. "Eu precisava me impor naquele momento. Não por maldade, mas para mostrar que estava ali de fato, que vim para ficar, que não era só um garoto", declarou.
Eleito o melhor da partida em diversos jornais, tornou-se o primeiro jogador latino-americano a fazer parte de campanha mundial da Adidas, da qual também entrou no grupo dos cinco atletas mais importantes, desbancando Oliver Kahn. Foi eleito pelo Guerin Sportivo também o melhor jogador da campanha que levou o Milan novamente ao título italiano depois de cinco anos, marcando dez gols em seus trinta jogos no campeonato. Na Itália, foi tornando-se um jogador completo: aprendeu a marcar, desmarcar-se e adquiriu impressionante velocidade — conseguindo inclusive terminar ainda em aceleração piques de 100 metros nos treinamentos —, além de aflorar seu lado goleador.
As decepções ficaram na Liga dos Campeões da UEFA: defendendo o título, o Milan venceu a partida de ida das quartas de final contra o Deportivo La Coruña. Em jogo realizado no San Siro, no dia 23 de março, Kaká teve grande atuação e marcou duas vezes na vitória por 4–1. Na partida de volta, na Espanha, os galegos conseguiram espantosamente reverter o resultado e vencer por 4–0, eliminando os rossoneri da competição. Quanto ao sonho de participar das Olimpíadas de 2004, a Seleção Brasileira acabou sendo eliminada ainda no torneio pré-olímpico, do qual ele não foi liberado pelo Milan para participar.

#### Auge

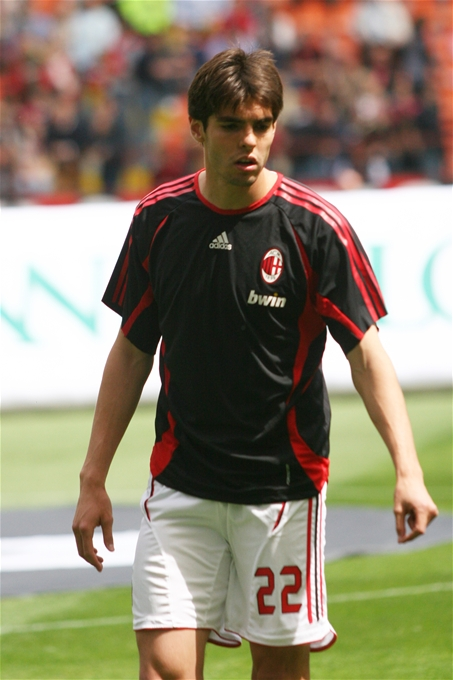
Kaká pelo Milan em maio de 2007

Na temporada seguinte, a de 2004–05, com Kaká já intocável, mas sendo melhor conhecido entre os adversários da Serie A, o time não teve o mesmo desempenho. Em determinado momento do campeonato, com o título cada vez mais próximo da Juventus, o Milan abriu mão da competição, escalando reservas para priorizar a Liga dos Campeões. A equipe chegou à final, eliminando no caminho a rival Internazionale. Na decisão contra o Liverpool, o favorito Milan logo fez 3–0 ainda no primeiro tempo. Já na segunda etapa, novo revés espantoso, com o clube britânico empatando em seis minutos o placar, no que ficou conhecido como Milagre de Istambul, cidade onde foi realizada a partida. O título foi decido nos pênaltis e, abalados, os milanistas perderam, com Kaká sendo um dos dois únicos do Milan que acertaram as cobranças, junto com o colega dinamarquês Jon Dahl Tomasson. A nova decepção foi compensada com o título da Copa das Confederações de 2005 sobre a rival Argentina, em que o brasileiro fez o segundo gol na vitória por 4–1.
A estratégia do Milan repete-se na temporada seguinte, com o time ficando na segunda colocação no campeonato italiano, atrás da campeã Juventus, para tentar novo título europeu. Na Liga dos Campeões, entretanto, a equipe foi parada nas semifinais pelo Barcelona de Ronaldinho Gaúcho, com quem foi à Copa do Mundo FIFA de 2006 como dois dos componentes do "quadrado mágico", composto também por Ronaldo e Adriano. Kaká iniciou a Copa como protagonista da Seleção, marcando o gol da vitória apertada de 1–0 sobre a Croácia na estreia.
Entretanto, passou a ter desempenho aquém do primeiro jogo e afundou com o resto do time na eliminação frente à França, em partida em que foi um dos piores em campo. Atribuiu a má atuação a fortes dores no joelho, que fizeram-lhe jogar no sacrifício.

#### Melhor do Mundo

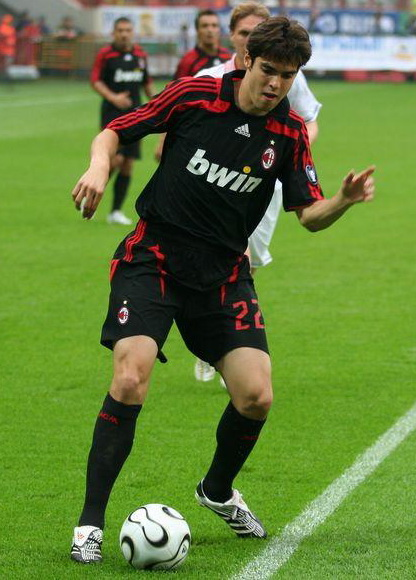
Kaká no Milan em uma partida em Moscou

Ainda assim, foi bastante assediado pelo Real Madrid após a Copa, tornando-se a estrela máxima do Milan com a saída de Shevchenko, seu melhor amigo no elenco. Na Seleção, ele foi a primeira estrela da equipe eliminada na Copa a ser chamada pelo novo técnico, Dunga, que adotou como medida pôr os craques inicialmente na reserva.
Logo conquistou a confiança deste, não criando polêmicas e marcando inclusive belíssimo gol de arrancada em sua reestreia, em amistoso contra a Argentina vencido por 3–0. A temporada seguiu com Kaká demonstrando sua melhor fase desde a de sua chegada na Europa, culminando finalmente em título na Liga dos Campeões, vencido em revanche contra o Liverpool. Se não marcou na final, foi dele a assistência precisa para o segundo gol de Filippo Inzaghi na decisão. Foi ainda o artilheiro do torneio, marcando dez gols, quatro cruciais: o da vitória sobre o retrancado Celtic, nas oitavas de final, em que driblou três adversários na corrida e tocou por baixo do goleiro Artur Boruc, fazendo o único gol de uma partida que se arrastava para uma disputa por pênaltis; e três na vitória agregada de 5–3 nas semifinais, contra o Manchester United (dois na derrota por 3–2 no jogo de ida, um deles fazendo trombar os adversários Wes Brown e Gabriel Heinze; e um na vitória por 3–0 na volta, onde comandou a vitória milanista, chegando a deixar o marcador Nemanja Vidić sentado), vista como muitos como um duelo particular entre os dois maiores candidatos a melhor do mundo: ele e o português Cristiano Ronaldo.
O desempenho decisivo lhe rendeu ao final de 2007, quando já tinha seu irmão Digão alçado ao time principal, os prêmios de Melhor do Mundo pela FIFA e do Ballon d'Or da France Football. Já vinha sendo considerado por imprensa e torcida o vencedor dos prêmios por antecipação; em jogo contra o Equador pelas eliminatórias para a Copa do Mundo FIFA de 2010, comandou a goleada por 5–0 no Maracanã e ouviu os gritos de "melhor do mundo!" da plateia carioca, em incomum ovação a um jogador "paulista". Foi substituído aos 42 minutos da segunda etapa apenas para poder receber toda a atenção a aplausos do público, fazendo até o técnico Dunga curvar-se — o treinador não escondera seu descontentamento quando Kaká pedira dispensa da Copa América de 2007, mesmo com o jogador explicando com documentos o seu esgotamento físico, na época.
Na temporada 2007–08, Kaká formou no Milan um trio brasileiro denominado Ka-Pa-Ro (uma referência ao trio sueco Gre-No-Li, que fizera sucesso no clube nos anos 1950), com os reforços de Alexandre Pato e Ronaldo, mas o time não se deu bem no italiano, não se classificando para a Liga dos Campeões da UEFA. Na edição de 2007–08 do torneio, o detentor do título foi eliminado logo nas oitavas-de-final pelo Arsenal. A nova temporada iniciou-se com Ronaldinho Gaúcho substituindo o xará Fenômeno (que deixara lesionado o time, no início de 2008) na sigla do trio e com o clube tendo de contentar-se em disputar a Copa da UEFA, com o consolo de jamais ter conquistado o troféu. Nesta competição, todavia, os rossoneri foram eliminados no início do mata-mata.

#### Saída
Em meio à temporada, Kaká esteve envolvido em várias especulações após a tentadora proposta de 105 milhões de euros do Manchester City, o "novo-rico" da Inglaterra. Embora pressionado pelos próprios dirigentes do Milan e por parte da família, recusou o que seria a mais cara transferência do futebol mundial e permaneceu no Milan, ajudando-o a voltar a classificar-se para a Liga dos Campeões da UEFA do ano seguinte: na última rodada, em confronto direto contra a Fiorentina, fora de casa, Kaká marcou o primeiro o gol e deu a assistência ao outro na vitória por 2 a 0.
Especulações na imprensa que davam como certa sua transferência para o Real Madrid vieram na semana que se seguiu, o que foi confirmado no dia 8 de junho de 2009, em valores estimados em 65 milhões de euros por um contrato de seis anos com o clube madrilenho.

### Real Madrid

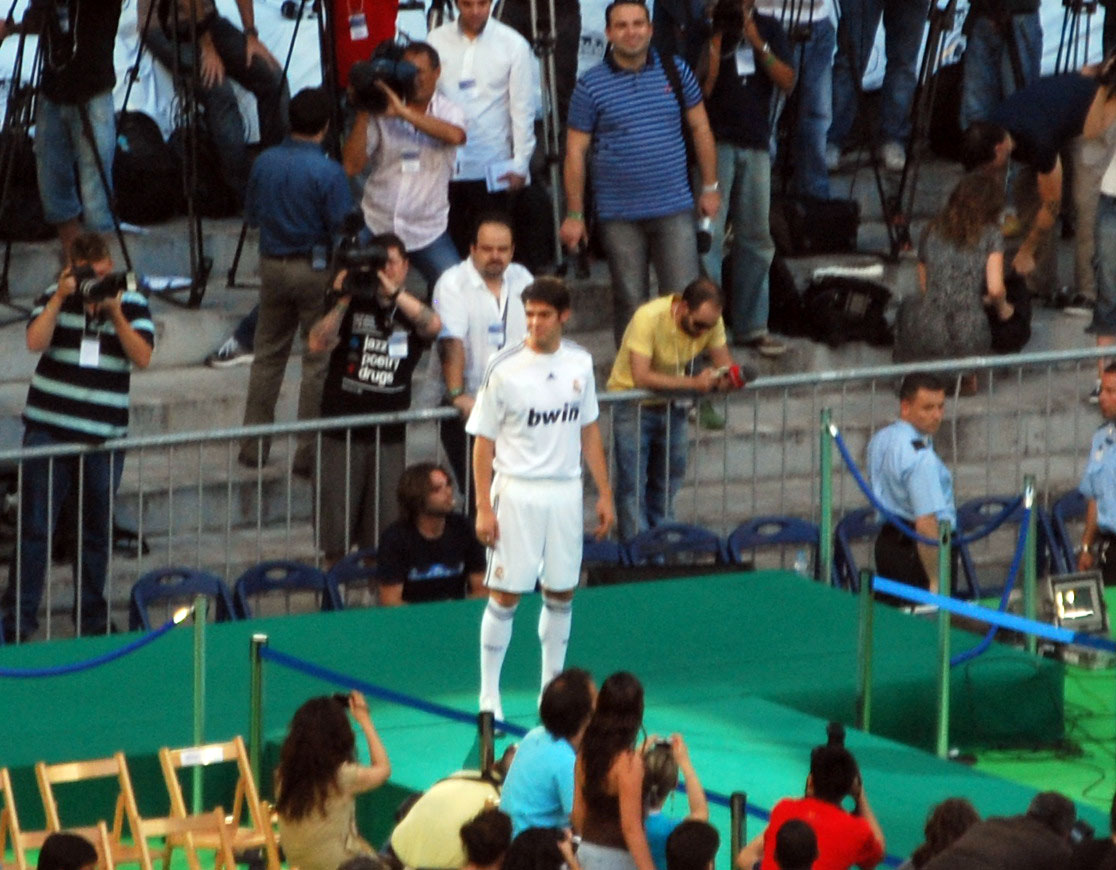
Apresentação de Kaká no Real Madrid

Sua chegada ao Real Madrid, pouco tempo após a eleição de Florentino Pérez à presidência do clube, marcou uma volta à era galáctica (em que Pérez era o presidente) dos merengues, sensação intensificada com a contratação, dois dias depois, de seu sucessor nos prêmios de melhor do mundo, o português Cristiano Ronaldo.
A primeira temporada, no entanto, acabaria frustrante para as expectativas merengues: apesar dos reforços caros (que incluíam também Raúl Albiol, Xabi Alonso e Karim Benzema), o Real não conseguiu nenhum título. Na La Liga, perseguiu o arquirrival Barcelona até a última rodada, com o título ficando com os catalães, cujas vitórias nos dois clássicos mostraram-se decisivas. Na Copa do Rei, os blancos caíram frente a uma equipe da terceira divisão. Na Liga dos Campeões, torneio prioritário, inclusive pelo fato de a decisão estar programada para o Santiago Bernabéu, a eliminação veio nas oitavas, para o Lyon.

#### Pubalgia e outras lesões
Além da falta de troféus, Kaká conviveu com críticas ao futebol além do esperado, ainda por cima ofuscado com as boas atuações de Cristiano Ronaldo. Seu rendimento foi prejudicado por pubalgias, que lhe fizeram ficar fora dos gramados duas vezes por mais de um mês. A torcida madridista deu sinais de impaciência, com alguns exaltados afirmando que o brasileiro estaria se poupando para a Copa do Mundo de 2010. Ao ser substituído no jogo em que o time terminaria eliminado pelo Lyon, sofreu vaias e demonstrou irritação pela substituição, com seu assessor de imprensa polemizando ao fazer declarações contra o técnico Manuel Pellegrini no Twitter.
Após ficar parado durante cerca de sete meses, desde a eliminação brasileira na Copa do Mundo de 2010, em recuperação de uma cirurgia de raspagem na cartilagem do joelho esquerdo, corrigindo um problema no menisco, Kaká voltou aos gramados numa partida contra o Getafe, vencida por 4–2 pelos merengues. Voltou a marcar alguns dias depois, na partida contra o Villarreal e mais tarde contra o Real Sociedad. Iniciou seu primeiro jogo como titular após a lesão contra o Almería, num empate por 1–1, em janeiro de 2012.

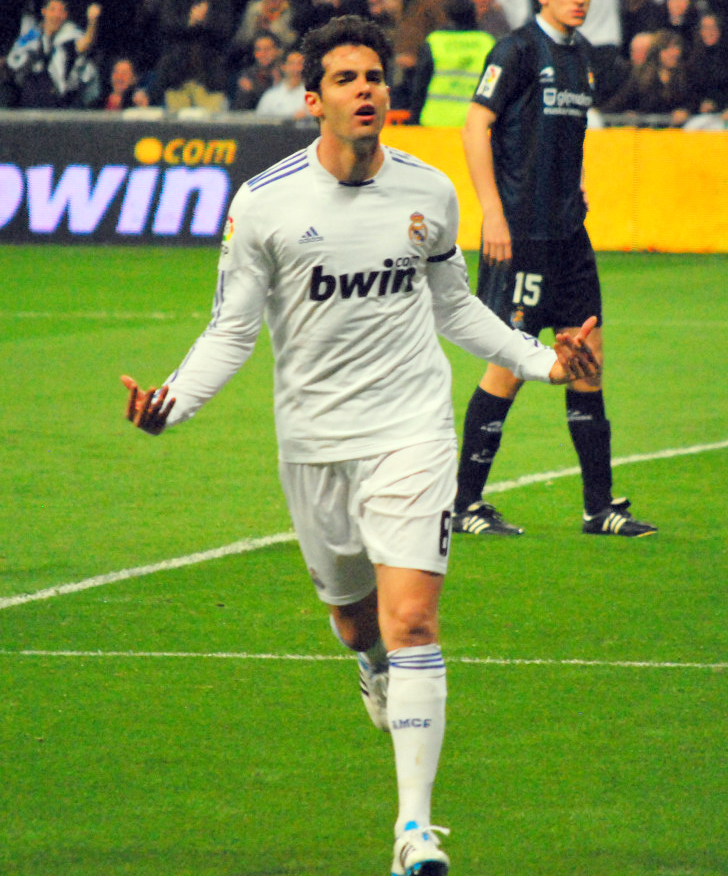
Kaká comemorando um gol pelo Real em outubro de 2011

Seguiu fazendo uma sequência de boas partidas no princípio do ano de 2012, mostrando que, após mais uma delicada cirurgia, desta vez as coisas pareciam estar dando certo e Kaká estava retomando o bom futebol que o consagrou no Milan. A atuação mais destacada após o retorno aconteceu no dia 27 de março, em partida válida pelas quartas de final da Liga dos Campeões da UEFA, contra o APOEL, do Chipre, grande zebra da liga que tornou-se o primeiro clube do país a chegar nesta fase do torneio. Após vir do banco de reservas no segundo tempo, Kaká foi o autor de um gol e uma assistência, sendo considerado por muitos o melhor em campo na vitória por 3–0 na casa dos cipriotas. Já no jogo de volta, realizado no Santiago Bernabéu, Kaká novamente despontou sendo um dos melhores em campo, juntamente com Cristiano Ronaldo, e marcando um belíssimo gol de fora da área.
Suas boas partidas pelo Real Madrid no início do ano de 2012 levantaram novas especulações acerca do seu retorno à Seleção Brasileira, pela qual não atuava desde a fatídica eliminação na Copa do Mundo de 2010. Muitos jornalistas esportivos discutiram o tema, mas o treinador da Seleção, Mano Menezes, mostrou-se bastante receoso quanto à convocação de Kaká, devido ao histórico recente de graves lesões.
No dia 4 de dezembro de 2012, depois de marcar na vitória por 4–1 contra o Ajax, Kaká tornou-se o brasileiro com mais gols na história da Liga dos Campeões, com 28 bolas na rede. Após a partida, o jogador disse:
| “      | Esta foi uma atuação importante para mim, e espero que eu ainda tenha objetivos para ajudar o Real Madrid. Foi uma vitória importante e uma noite especial. | ” |
| — Kaká | |   |

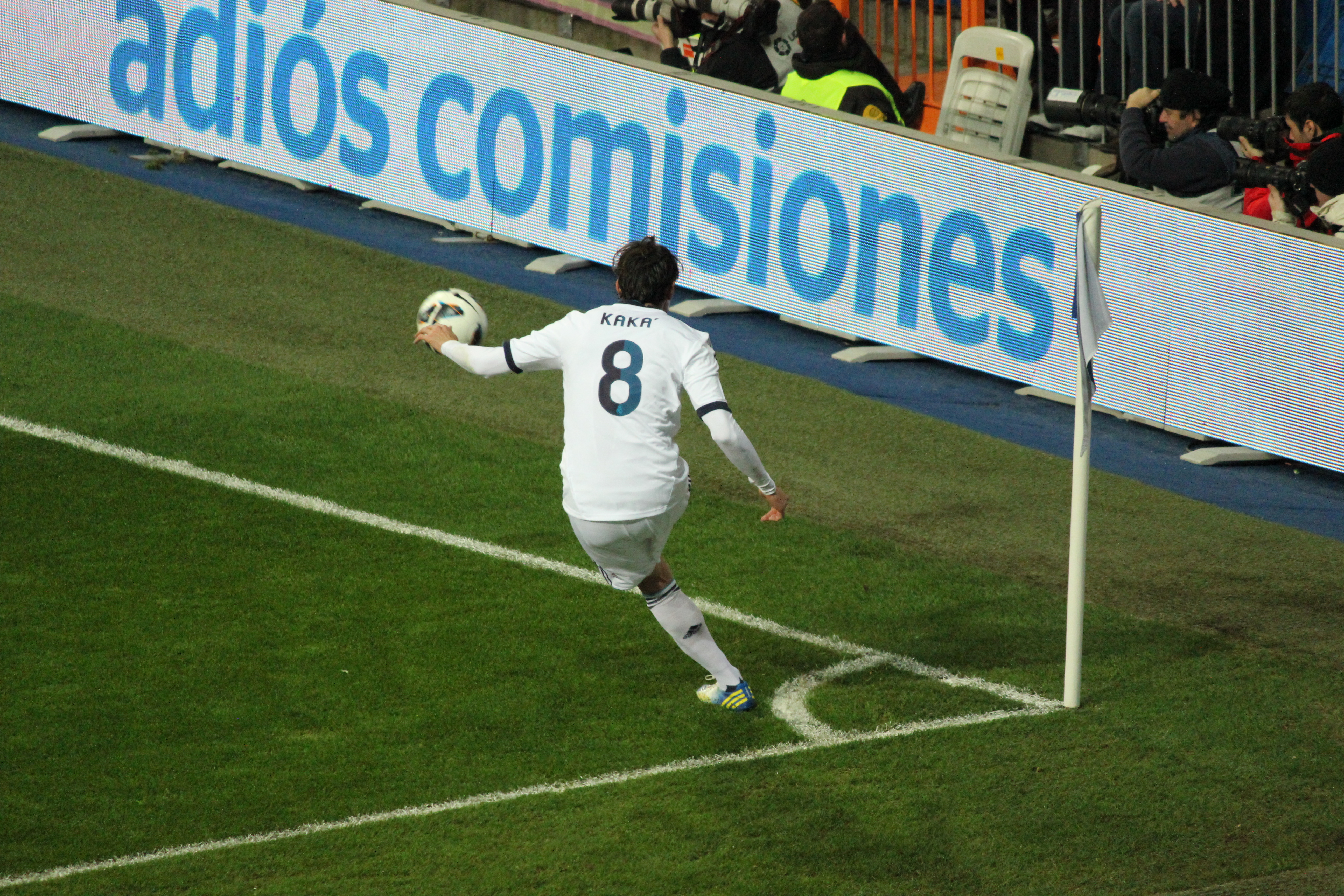
Kaká cobrando um escanteio num jogo contra o Sevilla, em fevereiro de 2013

Depois de ser reserva duas vezes, Kaká foi expulso num empate por 0–0 contra o Osasuna, no dia 12 de janeiro de 2013. Foi a sua primeira expulsão vestindo a camisa do Real Madrid, enquanto sua última expulsão havia sido em 2010, contra a Costa do Marfim, em jogo válido pela Copa do Mundo daquele ano. Já no dia 23 de fevereiro, marcou um dos gols da virada do Real sobre o Deportivo La Coruña por 2–1, fora de casa, fazendo o gol após receber assistência de Cristiano Ronaldo. Marcou um gol de pênalti contra o Levante no dia 6 de abril, na goleada por 5–1 dentro de casa, em jogo válido pela La Liga. Atuou no clássico entre Atlético de Madrid e Real em 27 de abril, no Vicente Calderón.
Voltou novamente a marcar contra o Valladolid na vitória por 4–3, no dia 4 de maio, com o Real Madrid assumindo a segunda colocação do Campeonato Espanhol.

### Retorno ao Milan
No dia 2 de setembro de 2013, teve seu retorno anunciado oficialmente pelo Milan. O brasileiro recebeu a camisa de número 22, a mesma que vestiu durante toda a sua passagem anterior.
Reestreou oficialmente pelos rossoneri no dia 15 de setembro, no empate por 2–2 com o Torino, em jogo válido pela Serie A. Após sofrer uma lesão que o afastou dos gramados por um mês, Kaká voltou a atuar numa vitória por 1–0 contra a Udinese, entrando no decorrer da partida. O meio-campista atuou também contra o Barcelona, pela Liga dos Campeões, num jogo em que o Milan empatou por 1–1. Nessa partida, foi de Kaká a assistência para Robinho marcar o primeiro gol dos rossoneri.
No dia 6 de janeiro de 2014, na vitória por 3–0 contra a Atalanta pelo Campeonato Italiano, marcou dois gols e chegou aos 100 tentos pelo clube.

### Orlando City

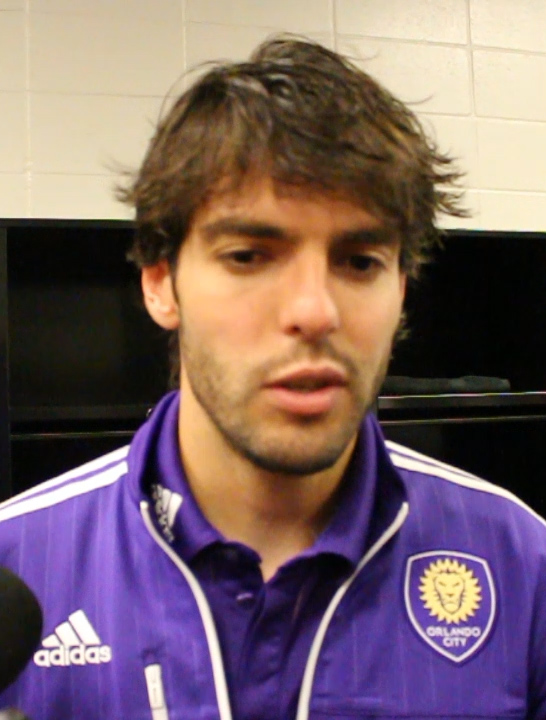
Kaká pelo Orlando City em março de 2015

Após a temporada 2013–14, devido a não classificação do Milan para a Liga dos Campeões, Kaká decidiu que era hora de pôr um fim na sua passagem pelo clube rubro-negro. Com isso, utilizou uma cláusula no seu contrato que lhe permitia sair do clube caso o mesmo ficasse fora da principal competição continental. No dia 1 de julho de 2014, o meia assinou contrato por três temporadas com o Orlando City, recebendo a camisa dez e sendo anunciado como uma das principais estrelas da Major League Soccer.
Kaká fez sua estreia oficial pelo Orlando City no dia 8 de março de 2015, contra o New York City, na 1ª rodada da MLS. Sendo protagonista da sua equipe, o jogador marcou um gol e a partida terminou empatada em 1–1.

### Empréstimo ao São Paulo
Com a temporada da MLS iniciando apenas em março de 2015, Kaká foi emprestado ao São Paulo, seu clube de origem, até o final de 2014.
No dia 6 de julho, o jogador foi apresentado no estádio do Morumbi, sendo recepcionado por 25 mil torcedores. De volta ao Tricolor, o meia utilizou o mesmo número de sua passagem anterior pelo clube do coração, a camisa 8. Na reestreia, marcou o único gol da derrota do São Paulo contra o Goiás por 2–1, no Estádio Serra Dourada, pela 12° rodada do Campeonato Brasileiro.
Kaká fez seu último jogo pelo time paulista no dia 30 de novembro de 2014, em um empate por 1–1 contra o Figueirense. O meia foi aplaudido de pé pela torcida ao ser substituído por Pato, aos 36 minutos do segundo tempo.

### Aposentadoria
Em outubro de 2017, Kaká anunciou que não renovaria com o Orlando City. No dia 15 de outubro, Kaká se despediu diante da torcida no jogo contra o Columbus Crew, onde foi homenageado e chorou. Realizou seu jogo de despedida no dia 4 de novembro, contra a Seleção Porto-Riquenha. Sua volta para o São Paulo foi cogitada, algo que não chegou a acontecer. No dia 17 de dezembro de 2017, numa entrevista no programa Esporte Espetacular que foi realizada no Estádio do Morumbi, ele afirmou ao narrador Galvão Bueno que estava anunciado sua aposentadoria dos gramados e disse que queria ser dirigente esportivo.
A partir de 2018, Kaká realizou diversos cursos de gestão esportiva: antes da Copa do Mundo FIFA de 2018, Kaká, Daniel Alves e Edwin van der Sar fizeram um curso de gestão esportiva na Universidade de Harvard; em agosto de 2018, Kaká e Mauro Silva começaram  um curso de gestão esportiva organizado pelo Centro Internacional para Estudos do Esporte (CIES), pela Federação Internacional de Futebol (FIFA) e pela Fundação Getulio Vargas (FGV). Tais cursos realizados pelo ex-jogador visam prepará-lo para uma futura carreira como dirigente esportivo. Foi especulado que Kaká poderia assumir um cargo de dirigente esportivo no Milan, clube onde conquistou a Liga dos Campeões da UEFA na temporada 2006–07.
Em maio de 2022, Kaká anunciou que concluiu o curso para treinadores da CBF Academy, obtendo a Licença A, tornando-o apto a comandar equipes profissionais de futebol de qualquer divisão em território nacional.

## Seleção Nacional
Pela Seleção Brasileira Sub-20, Kaká foi convocado para o Championship Youth World de 2001, mas o Brasil acabou sendo eliminado por Gana nas quartas de final. Vários meses depois ele fez sua estreia pela Seleção Brasileira principal, em um amistoso contra a Bolívia, no dia 31 de janeiro de 2002. O meia foi um dos 23 convocados por Felipão para a Copa do Mundo FIFA de 2002, mas atuou apenas 25 minutos, na partida contra a Costa Rica (que, para o Brasil, servia apenas para cumprir tabela, pois já garantira a classificação para a fase seguinte).
Em 2003, Kaká foi o capitão do Brasil na Copa CONCACAF Gold, onde o Brasil, competindo com sua equipe Sub-23, terminou como vice-campeão para o México. O jogador marcou três gols durante o torneio. Dois anos depois foi convocado também para a Copa das Confederações de 2005, realizada na Alemanha. Titular em todos os cinco jogos da campanha, Kaká marcou um gol na final contra a Argentina, em que o Brasil venceu por 4–1.

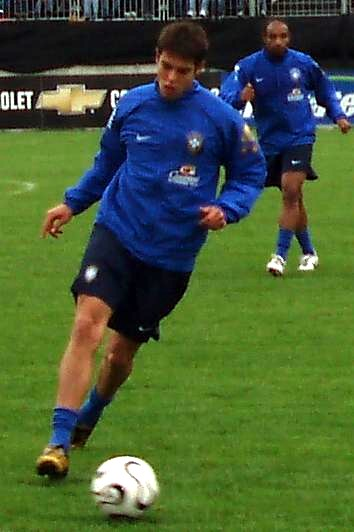
Kaká treinando pela Seleção Brasileira em 2006

Kaká começou como titular pela primeira vez na Copa do Mundo FIFA de 2006 e marcou seu primeiro gol na vitória do Brasil sobre a Croácia por 1–0, partida em que foi nomeado o Homem do Jogo. Ele não conseguiu manter o ritmo para o restante do torneio, o Brasil foi eliminado pela França nas quartas de final.

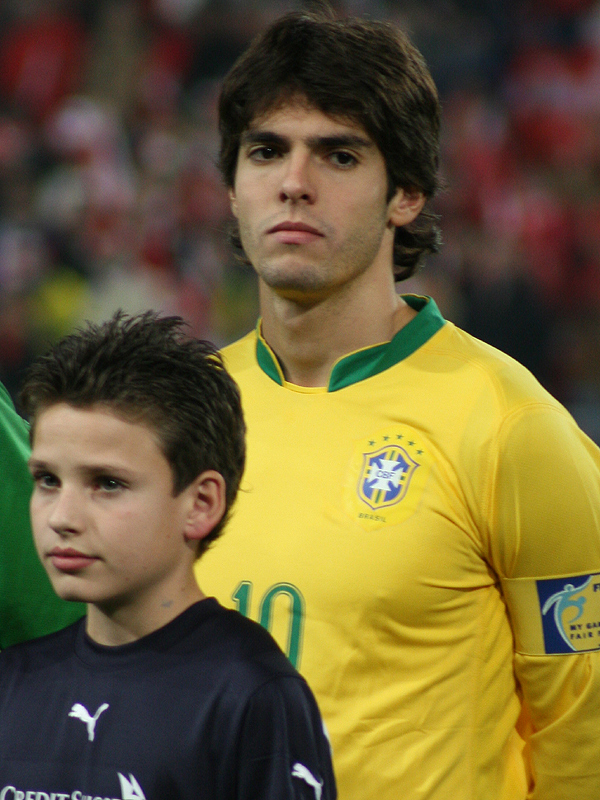
Kaká pela Seleção Brasileira em novembro de 2006

Após a Copa do Mundo, num amistoso contra a Argentina realizado no dia 3 de setembro de 2006, já com o técnico Dunga no comando, Kaká começou no banco de reservas. O Brasil vencia por 1–0 quando o meia entrou e deu uma assistência para Elano ampliar. Aos 43 minutos do segundo tempo, um lance genial: Kaká recebeu no meio-campo, arrancou em velocidade, passou por Lionel Messi e marcou um golaço, definindo a vitória por 3–0.
Em 11 de maio de 2007, citando uma programação exaustiva de Serie A, Liga dos Campeões, e jogo do campeonato nacional, Kaká pediu dispensa e ficou fora da Copa América, competição em que o Brasil sairia vitorioso. Depois de perder o torneio, voltou a atuar pela Seleção Brasileira num amistoso contra a Argélia realizado no dia 22 de agosto.
O meia participou da Copa das Confederações FIFA de 2009, sendo esse o seu primeiro torneio internacional desde a Copa do Mundo de 2006. Seus únicos dois gols vieram no dia 14 de junho, na estreia contra o Egito, em jogo válido pela fase de grupos. O jogador marcou duas vezes, sendo o segundo de pênalti, e o Brasil venceu por 4–3. Kaká recebeu a Bola de Ouro como melhor jogador da competição e também foi nomeado o Homem do Jogo na final, depois de ajudar o Brasil na vitória por 3–2 contra o Estados Unidos.

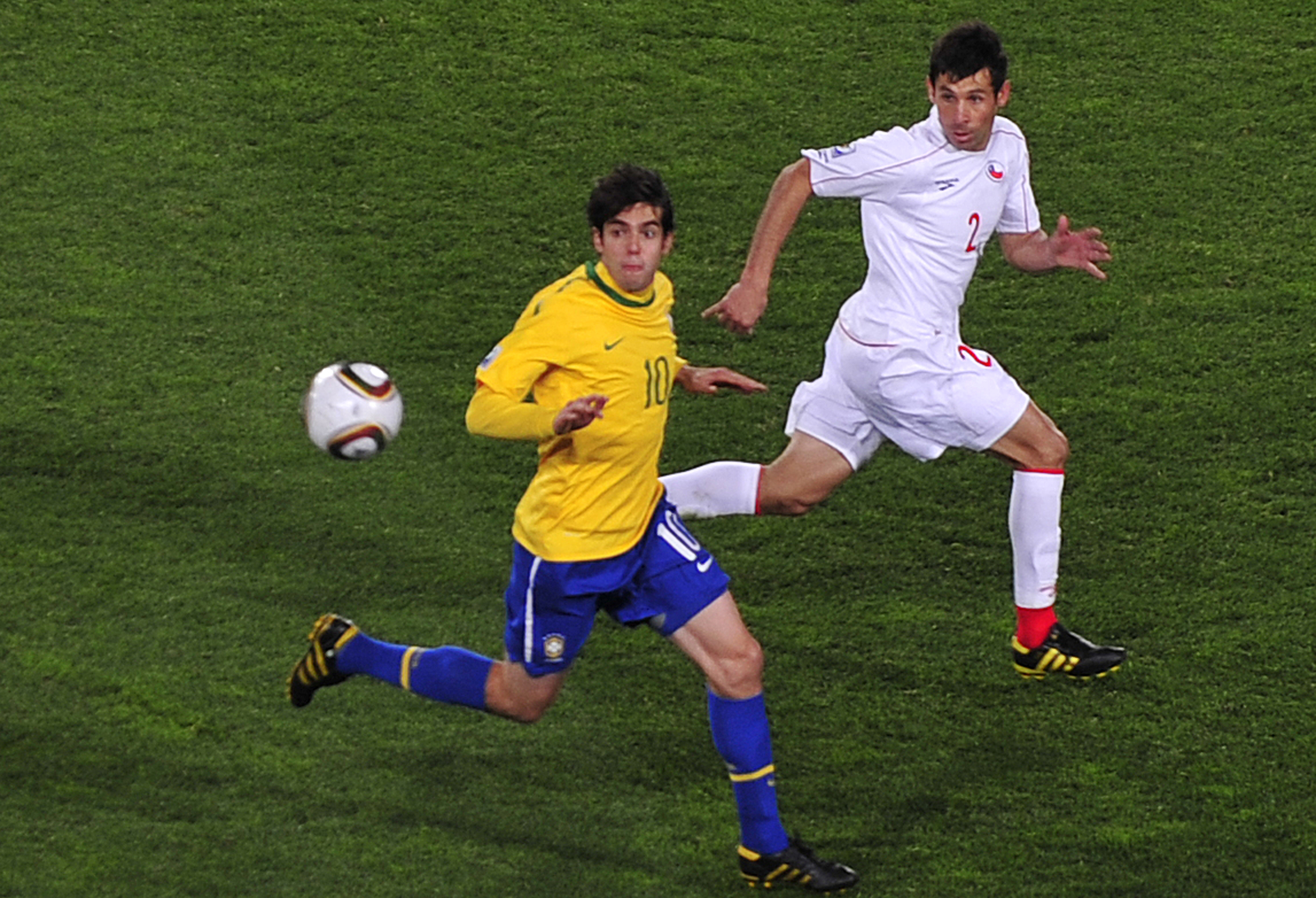
Kaká (à esquerda) na partida contra o Chile na Copa do Mundo de 2010

No Mundial de 2010, durante o jogo contra a Costa do Marfim, no dia 20 de junho, Kaká foi expulso após receber dois cartões amarelos. A segunda placa foi determinado por um cotovelo em direção a Kader Keïta. O meia não marcou nenhum gol na Copa, terminou o torneio com três assistências no total, e o Brasil foi eliminado após perder por 2–1 para a Holanda nas quartas de final.
Depois de mais de um ano de ausência da Seleção, Kaká foi chamado em 27 de outubro de 2011, para os amistosos contra Gabão e Egito em novembro. Mais tarde, ele teve que ser retirado da equipe, devido a uma lesão.
Vivendo boa fase no Real Madrid na temporada 2012–13, Kaká foi convocado pelo técnico Mano Menezes para os amistosos contra o Iraque e o Japão, com o técnico dizendo que a fase de testes na Seleção Brasileira havia terminado, e que seria hora de trazer os veteranos de volta, visando a Copa das Confederações. Na partida contra o Iraque, no dia 11 de outubro de 2012, Kaká deu uma assistência para Oscar fazer o segundo e ainda marcou o terceiro gol brasileiro na goleada por 6–0. Já no jogo contra o Japão, Kaká fez o gol que fechou a goleada do Brasil por 4–0. Voltou a ser convocado no dia 5 de março de 2013, dessa vez por Luiz Felipe Scolari, para os amistosos contra Itália e Rússia.
Após ter ficado fora da Copa do Mundo FIFA de 2014, Kaká foi convocado pelo técnico Dunga no dia 3 de outubro, tendo sido chamado devido à lesão do meia-atacante Ricardo Goulart. Essa foi sua primeira convocação depois de um ano e meio. Kaká disputou o Superclássico das Américas contra a Argentina, vencido por 2–0, e um amistoso contra o Japão vencido por 4–0.
Apesar de não ter sido convocado para integrar o elenco brasileiro que disputou a Copa América Centenário, em 2016, com o corte de Douglas Costa devido a lesão, Kaká foi convocado em seu lugar. Porém, no dia 1 de maio de 2016, foi constatado uma lesão em Kaká, e no seu lugar foi convocado o meia Paulo Henrique Ganso.

## Vida pessoal

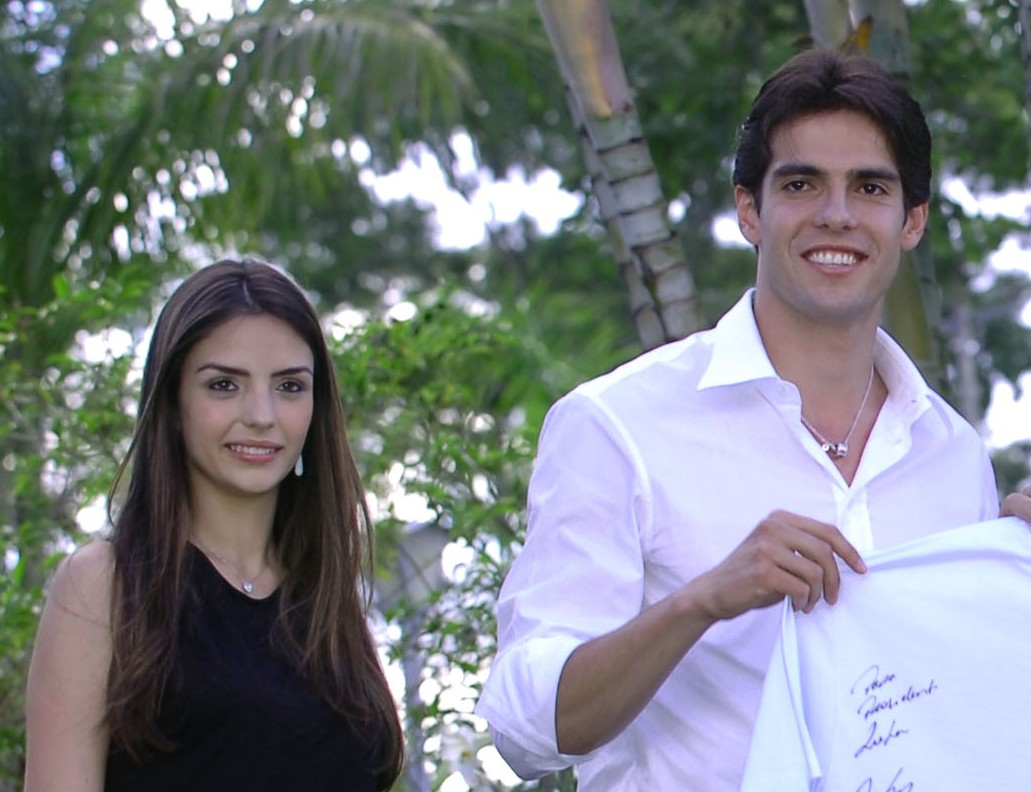
Kaká e Caroline Celico em 2007

No dia 23 de dezembro de 2005, Kaká casou-se com a socialite Carol Celico. Na época, o jogador tinha 23 anos e sua esposa, 18. Anos depois, Carol deu à luz aos dois filhos do casal: Luca, nascido em 2008, e Isabella Celico Leite, nascida em 2011. No dia 3 de novembro de 2014, o casal anunciou oficialmente a separação. Porém, pouco menos de dois meses depois, no dia 30 de dezembro, numa postagem em seu perfil no Instagram, Carol postou fotos do casal e os filhos juntos. No dia 31 de julho de 2015, sua separação foi novamente anunciada.
Após iniciar um namoro com a modelo Carolina Dias em 2016, o casal se casou em 2019, na Praia de Itacaré, na Bahia.
No dia 12 de fevereiro de 2007, enquanto ainda jogava no Milan, obteve a cidadania italiana, o que lhe permitiu atuar no futebol europeu sem ocupar uma das três vagas reservadas a estrangeiros.

## Estatísticas
Atualizadas até 4 de novembro de 2017

### Clubes
| Clube        | Temporada | Campeonato nacional | Campeonato nacional | Copa nacional | Copa nacional | Competições continentais¹ | Competições continentais¹ | Outros torneios² | Outros torneios² | Total | Total |
| Clube        | Temporada | Jogos               | Gols                | Jogos         | Gols          | Jogos                     | Gols                      | Jogos            | Gols             | Jogos | Gols  |
| ------------ | --------- | ------------------- | ------------------- | ------------- | ------------- | ------------------------- | ------------------------- | ---------------- | ---------------- | ----- | ----- |
| São Paulo    | 2001      | 27                  | 12                  | 7             | 1             | 5                         | 0                         | –                | –                | 39    | 13    |
| São Paulo    | 2002      | 22                  | 9                   | 9             | 6             | –                         | –                         | –                | –                | 31    | 15    |
| São Paulo    | 2003      | 10                  | 2                   | 5             | 0             | –                         | –                         | –                | –                | 15    | 2     |
| São Paulo    | Total     | 59                  | 23                  | 21            | 7             | 5                         | 0                         | 46               | 18               | 131³  | 48³   |
| Milan        | 2003–04   | 30                  | 10                  | 4             | 0             | 10                        | 4                         | 1                | 0                | 45    | 14    |
| Milan        | 2004–05   | 36                  | 7                   | 1             | 0             | 13                        | 2                         | 1                | 0                | 51    | 9     |
| Milan        | 2005–06   | 35                  | 14                  | 2             | 0             | 12                        | 5                         | –                | –                | 49    | 19    |
| Milan        | 2006–07   | 31                  | 8                   | 2             | 0             | 15                        | 10                        | –                | –                | 48    | 18    |
| Milan        | 2007–08   | 30                  | 15                  | –             | –             | 9                         | 3                         | 2                | 1                | 41    | 19    |
| Milan        | 2008–09   | 31                  | 16                  | 1             | 0             | 4                         | 0                         | –                | –                | 36    | 16    |
| Milan        | Total     | 193                 | 70                  | 10            | 0             | 63                        | 24                        | 4                | 1                | 270   | 95    |
| Real Madrid  | 2009–10   | 25                  | 8                   | 1             | 0             | 7                         | 1                         | –                | –                | 33    | 9     |
| Real Madrid  | 2010–11   | 14                  | 7                   | 3             | 0             | 3                         | 0                         | –                | –                | 20    | 7     |
| Real Madrid  | 2011–12   | 27                  | 5                   | 4             | 0             | 8                         | 3                         | 1                | 0                | 40    | 8     |
| Real Madrid  | 2012–13   | 19                  | 3                   | 2             | 1             | 6                         | 1                         | 0                | 0                | 27    | 5     |
| Real Madrid  | Total     | 85                  | 23                  | 10            | 1             | 24                        | 5                         | 1                | 0                | 120   | 29    |
| Milan        | 2013–14   | 30                  | 7                   | 1             | 0             | 6                         | 2                         | 0                | 0                | 37    | 9     |
| Milan        | Total     | 30                  | 7                   | 1             | 0             | 6                         | 2                         | 0                | 0                | 37    | 9     |
| São Paulo    |           |                     |                     |               |               |                           |                           |                  |                  |       |       |
| 2014         | 19        | 2                   | –                   | –             | 5             | 1                         | –                         | –                | 24               | 3     |       |
| Total        | 19        | 2                   | 0                   | 0             | 5             | 1                         | 0                         | 0                | 24               | 3     |       |
| Orlando City |           |                     |                     |               |               |                           |                           |                  |                  |       |       |
| 2015         | 28        | 9                   | 2                   | 1             | –             | –                         | –                         | –                | 30               | 10    |       |
| 2016         | 24        | 9                   | 0                   | 0             | –             | –                         | –                         | –                | 24               | 9     |       |
| 2017         | 23        | 6                   | 1                   | 0             | –             | –                         | –                         | –                | 25               | 6     |       |
| Total        | 75        | 24                  | 3                   | 1             | 0             | 0                         | 0                         | 0                | 78               | 25    |       |

¹ Em Competições continentais, incluindo a Copa Mercosul, a Liga dos Campeões da UEFA e a Supercopa da UEFA.
² Em Outros torneios, incluindo a Supercopa da Itália e a Copa do Mundo de Clubes da FIFA.
³ Nas estatísticas totais do São Paulo, incluindo o Campeonato Paulista.

### Seleção Brasileira
| Ano   |       |      |         |
| Ano   | Jogos | Gols | Assist. |
| ----- | ----- | ---- | ------- |
| 2002  | 5     | 1    | 1       |
| 2003  | 10    | 5    | 0       |
| 2004  | 8     | 3    | 2       |
| 2005  | 14    | 3    | 3       |
| 2006  | 13    | 7    | 4       |
| 2007  | 12    | 5    | 2       |
| 2008  | 3     | 1    | 2       |
| 2009  | 13    | 3    | 6       |
| 2010  | 7     | 1    | 4       |
| 2011  | 0     | 0    | 0       |
| 2012  | 3     | 2    | 1       |
| 2013  | 2     | 0    | 0       |
| 2014  | 2     | 0    | 1       |
| 2015  | 2     | 0    | 0       |
| 2016  | 1     | 0    | 0       |
| Total | 95    | 31   | 26      |

|     | Data                   | Local                       | Adversário             | Placar | Resultado | Competição                          |
| --- | ---------------------- | --------------------------- | ---------------------- | ------ | --------- | ----------------------------------- |
| 1.  | 7 de março de 2002     | Cuiabá, Brasil              | Islândia               | 6–1    | Vitória   | Amistoso                            |
| 2.  | 19 de julho de 2003    | Miami, Estados Unidos       | Colômbia               | 2–0    | Vitória   | Copa Ouro da CONCACAF de 2003       |
| 3.  | 19 de julho de 2003    | Miami, Estados Unidos       | Colômbia               | 2–0    | Vitória   | Copa Ouro da CONCACAF de 2003       |
| 4.  | 23 de julho de 2003    | Miami, Estados Unidos       | Estados Unidos         | 2–1    | Vitória   | Copa Ouro da CONCACAF de 2003       |
| 5.  | 7 de setembro de 2003  | Barranquilla, Colômbia      | Colômbia               | 1–2    | Vitória   | Elim. Copa do Mundo de 2006         |
| 6.  | 11 de outubro de 2003  | Cuiabá, Brasil              | Uruguai                | 3–3    | Empate    | Elim. Copa do Mundo de 2006         |
| 7.  | 28 de abril de 2004    | Budapeste, Hungria          | Hungria                | 1–4    | Vitória   | Amistoso                            |
| 8.  | 10 de outubro de 2004  | Maracaibo, Venezuela        | Venezuela              | 2–5    | Vitória   | Elim. Copa do Mundo de 2006         |
| 9.  | 10 de outubro de 2004  | Maracaibo, Venezuela        | Venezuela              | 2–5    | Vitória   | Elim. Copa do Mundo de 2006         |
| 10. | 27 de março de 2005    | Goiânia, Brasil             | Peru                   | 1–0    | Vitória   | Elim. Copa do Mundo de 2006         |
| 11. | 29 de junho de 2005    | Frankfurt, Alemanha         | Argentina              | 4–1    | Vitória   | Copa das Confederações FIFA de 2005 |
| 12. | 10 de novembro de 2005 | Abu Dhabi, Emirados Árabes  | Emirados Árabes Unidos | 0–8    | Vitória   | Amistoso                            |
| 13. | 30 de maio de 2006     | Basileia, Suíça             | Luzern                 | 0–8    | Vitória   | Amistoso                            |
| 14. | 4 de junho de 2006     | Genebra, Suíça              | Nova Zelândia          | 4–0    | Vitória   | Amistoso                            |
| 15. | 13 de junho de 2006    | Berlim, Alemanha            | Croácia                | 1–0    | Vitória   | Copa do Mundo FIFA de 2006          |
| 16. | 3 de setembro de 2006  | Londres, Inglaterra         | Argentina              | 3–0    | Vitória   | Amistoso                            |
| 17. | 7 de outubro de 2006   | Cidade do Kuwait, Kuwait    | Kuwait SC              | 0–4    | Vitória   | Amistoso                            |
| 18. | 10 de outubro de 2006  | Estocolmo, Suécia           | Equador                | 2–1    | Vitória   | Amistoso                            |
| 19. | 15 de novembro de 2006 | Basileia, Suíça             | Suíça                  | 1–2    | Vitória   | Amistoso                            |
| 20. | 24 de março de 2007    | Gotemburgo, Suécia          | Chile                  | 4–0    | Vitória   | Amistoso                            |
| 21. | 12 de setembro de 2007 | Foxborough, Estados Unidos  | México                 | 3–1    | Vitória   | Amistoso                            |
| 22. | 17 de outubro de 2007  | Rio de Janeiro, Brasil      | Equador                | 5–0    | Vitória   | Elim. Copa do Mundo de 2010         |
| 23. | 17 de outubro de 2007  | Rio de Janeiro, Brasil      | Equador                | 5–0    | Vitória   | Elim. Copa do Mundo de 2010         |
| 24. | 18 de novembro de 2007 | Lima, Peru                  | Peru                   | 1–1    | Empate    | Elim. Copa do Mundo de 2010         |
| 25. | 11 de outubro de 2008  | San Cristóbal, Venezuela    | Venezuela              | 4–0    | Vitória   | Elim. Copa do Mundo de 2010         |
| 26. | 6 de junho de 2009     | Montevidéo, Uruguai         | Uruguai                | 4–0    | Vitória   | Elim. Copa do Mundo de 2010         |
| 27. | 15 de junho de 2009    | Bloemfontein, África do Sul | Egito                  | 4–3    | Vitória   | Copa das Confederações FIFA de 2009 |
| 28. | 15 de junho de 2009    | Bloemfontein, África do Sul | Egito                  | 4–3    | Vitória   | Copa das Confederações de 2009      |
| 29. | 7 de junho de 2010     | Dar es Salaam, Tanzânia     | Tanzânia               | 5–1    | Vitória   | Amistoso                            |
| 30. | 11 de outubro de 2012  | Malmö, Suécia               | Iraque                 | 6–0    | Vitória   | Amistoso                            |
| 31. | 16 de outubro de 2012  | Breslávia, Polônia          | Japão                  | 4–0    | Vitória   | Amistoso                            |

Legenda
|  |                      |
|  | Amistoso não-oficial |

## Títulos
São Paulo
- Torneio Rio–São Paulo: 2001
- Supercampeonato Paulista de Futebol de 2002

Milan
- Serie A: 2003–04
- Supercopa da Itália: 2004
- Liga dos Campeões da UEFA: 2006–07
- Supercopa da UEFA: 2007
- Copa do Mundo de Clubes da FIFA: 2007

Real Madrid
- Copa do Rei: 2010–11
- La Liga: 2011–12
- Supercopa da Espanha: 2012

Seleção Brasileira
- Copa do Mundo FIFA: 2002
- Copa das Confederações FIFA: 2005 e 2009
- Superclássico das Américas: 2014

### Prêmios individuais
- FIFPro World XI: 2006, 2007, 2008 e 2009
- Seleção da FIFA: 2006, 2007, 2008 e 2009
- Melhor jogador do mundo pela FIFA: 2007
- Ballon d'Or: 2007
- Bola de Ouro da Copa das Confederações FIFA: 2009
- Time Ideal da Copa das Confederações FIFA: 2009
- Bola de Ouro da Copa do Mundo de Clubes da FIFA: 2007
- Melhor jogador da final da Copa do Mundo de Clubes da FIFA: 2007
- Melhor construtor de jogo do Mundo da IFFHS: 2007
- Jogador com mais assistências na Copa do Mundo da FIFA de 2010
- Melhor Atacante da UEFA: 2007
- Jogador do Ano pela UEFA: 2007
- Melhor Meia da UEFA: 2005
- Seleção da UEFA: 2006, 2007 e 2009
- Time ideal da Europa (L'Équipe): 2005 e 2007
- Time Ideal da América (El País): 2002
- Jogador com mais assistências na Liga dos Campeões: 2011–12
- Troféu Samba de Ouro: 2008
- Oscar del Calcio - Melhor jogador estrangeiro: 2004, 2006 e 2007
- Oscar del Calcio - Melhor jogador: 2004 e 2007
- Bola de Prata Italiana: 2007
- Bola de Ouro da revista Placar: 2002
- Bola de Prata da Revista Placar: 2002
- Esportista Latino do Ano pela IAAF: 2007
- Time Ideal da Copa Ouro CONCACAF: 2003

### Artilharias
- Liga dos Campeões da UEFA: 2006–07 (10 gols)